# Faraón (videojuego)
Faraón es un videojuego de estrategia clásico, basado en SimCity pero ambientado en el Antiguo Egipto, creado por Impressions Games y publicado por Sierra Entertainment para Microsoft Windows. Trata la construcción y gestión de asentamientos y ciudades en el Antiguo Egipto y es el primero con esta temática en la serie de videojuegos City Building Series.
El videojuego fue puesto en venta el 31 de octubre de 1999 y fue complementado con una expansión, Cleopatra: Reina del Nilo, desarrollada por BreakAway Games el año siguiente. Tanto el videojuego original y la expansión son comúnmente mencionados, y se pueden adquirir como una sola entidad, bajo el título de Faraón y Cleopatra (o Pharaoh + Cleopatra en inglés). En 2023 salió un remake titulado Pharaoh: A New Era.

## Modo misión
Faraón tiene incluido un modo misión o campaña protagonizada por una dinastía, que se divide en cinco partes: Periodo Predinástico, Periodo Arcaico, Imperio Antiguo, Imperio Medio e Imperio Nuevo, cada periodo tiene cinco misiones y para poder avanzarlas se debe seguir con los objetivos especificados, cada uno haciéndose más difícil de lograr a medida que se pasen los periodos, cada una de las misiones individuales tienen una puntuación relativa, de acuerdo a como ha logrado cumplir los objetivos el jugador.
El objetivo principal del juego es crear un ciudad próspera, suministrada favorablemente de recursos alimenticios, ordinarios y de lujo para que la población esté en un estado óptimo de aprobación, conllevando a esto en una mejora de las viviendas de la ciudad y así permitiendo que la historia de la dinastía se desenlace o que simplemente la ciudad llegue al punto máximo de prosperidad en el caso de misión libre.

## Conceptos básicos

### Vivienda
En Faraón las viviendas se actualizan de nivel dependiendo los favorecimientos o desfavorecimientos que existan en la ciudad, las viviendas avanzarán a un nivel económico mayor cuando todos los requisitos determinados se cumplan sostenidamente. Las casas de niveles más altos también necesitan estar situadas en sectores en donde exista una mayor deseabilidad y edificios favorables, determinado por un nivel de "conveniencia". La conveniencia está influenciada por edificios y elementos circundantes, por ejemplo los jardines, templos, estatuas y santuarios suben el nivel de conveniencia; mientras las industrias, granjas, parques de bomberos, edificios bulliciosos y puestos de arquitectos hacen bajar el nivel de conveniencia. 
Las unidades de vivienda más altas se conocen como haciendas. El jugador también puede construir una mansión personal, cuyo tamaño está determinado por la misión y el puesto político que tiene el jugador. Los tres tipos diferentes de mansiones personales son el Palacio Personal, Palacete de la Familia y el Palacio de la dinastía.
Niveles de vivienda:
- Cabaña Rústica
- Cabaña Resistente
- Choza Pobre
- Choza Normal
- Casa De Campo Tosca
- Casa De Campo Corriente
- Casa Modesta
- Casa Amplia
- Piso Modesto
- Piso Amplio
- Residencia Normal
- Residencia Amplia
- Residencia Elegante
- Residencia Lujosa
- Finca Normal
- Finca Amplia
- Finca Elegante
- Finca Majestuosa
- Hacienda Modesta
- Hacienda Palaciega

## Industria y Agricultura

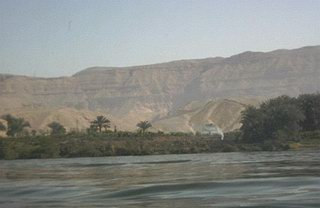
Río Nilo.

En Faraón, la industria no solo es necesaria para la producción de los productos básicos, sino también desempeña un papel importante en la extracción de materiales de construcción, que se utilizan en monumentos o unidades específicas.
Faraón también cuenta con un complejo sistema agrícola basado en la inundación anual del Nilo. Algunas zonas del mapa de la ciudad junto al río son terrenos designados como llanuras aluviales, que se inundan por el Nilo una vez al año, en estos terrenos solo se puede construir granjas y carreteras. La magnitud de la inundación en los terrenos fértiles determina cuán eficiente serán las granjas en el tiempo de cultivo. Las granjas también pueden ser construidas en fértiles campos de distancia al río, pero deben tener un sistema de regadío para que las granjas sean más fértiles, y con esto, eficientes.
En algunas misiones, un edificio de "caza" puede ser construido, este edificio envía cazadores durante todo el año para matar a varios animales de caza como avestruces y antílopes. Otras fuentes de alimentos son la pesca, para esto debe construirse un astillero (construcción de barcos) y dársena de pesca, que enviará a los barcos de pesca al Nilo, otra fuente de alimento es la granja ganadera, que necesita de paja para mantener el ganado y así producir carne para la población.
Hay varias materias primas que una ciudad puede explotar y son requisitos para el avance o la conclusión de una misión. Las ciudades también pueden necesitar ciertas materias primas para poder obtener algún producto de ellas, ejemplo la cebada, si se construye una cervecería, esta será abastecida de cebada y producirá cerveza, que es un elemento importante para el mejoramiento de las casas de la ciudad, las materias primas también se pueden exportar para poder equilibrar la importaciones de comida.
Cuando los alimentos o materias primas no se utilizan inmediatamente, serán guardados en un granero (para alimentos) o un almacén (para otros productos o materias primas), los alimentos también pueden ser depositados en un almacén en lugar de un granero, ya sea porque serán importados alimentos o simplemente por almacenaje o supéravit de los graneros.

## Religión
Los dioses presentes en Faraón son los siguientes:
- Osiris, dios de la inundación del Nilo.
- Ra, el dios del Sol.
- Ptah, el dios de la industria y los trabajadores.
- Seth, dios de la guerra.
- Bastet, diosa del hogar.

Algunas ciudades dan culto a solo uno o pocos de estos dioses, pero la mayoría de las ciudades tienen a todos los dioses y un dios protector que debe ser adorado más que otros y es más difícil de complacer. Se adorarán a dioses mediante la construcción de templos, santuarios y complejos de templos, estos envían sacerdotes a caminar por la ciudad para la propagación de la palabra de su dios particular. Los santuarios son pequeños monumentos que no tienen personal, sino que simplemente sirven para apaciguar a las personas que viven cerca de él. Los complejos de templos pueden ser construidos a cualquier dios, aunque normalmente solo son disponibles para el dios protector, estos complejos son enormes estructuras que en gran medida dan un aumento de la actividad y presencia del dios para quien haya sido construido. A los complejos de templos también se les puede construir o añadir un altar y un oráculo para rendir homenaje a dioses menores vinculados con el dios protector.
Cada Deidad local (dioses mayores pero no protectores) espera la misma devoción que se le entrega al dios protector, por lo cual no es recomendable dejar de lado las Deidades locales, de lo contrario pueden acechar todo tipo de maldiciones a la ciudad.
Además de la construcción de templos, las plazas de festivales pueden ser muy útiles para invocar fiestas en honor a los dioses y apaciguarlos, así los dioses honrados concederán a la ciudad diversos regalos o facultades especiales. Si un dios está enojado, es posible que por efecto a esto exista un desastre en la ciudad a aquello que el dios proteja o ampare. Osiris, por ejemplo, reduciría la inundación del Nilo, por lo tanto, habría una encarecimiento de las tierras fértiles en donde poder cultivar, Seth destruiría fuertes, y Ra bajaría los puntos de Imperio o reputación al jugador.

## Ejército
Algunas ciudades son susceptibles a los ataques de otras civilizaciones, el jugador debe luchar contra esta amenaza mediante la construcción de defensas. Un máximo de seis ejércitos pueden ser reclutados de la población en general, cada uno compuesto exclusivamente de infantería, arqueros, cuadriga, también incluidos barcos de guerra, solo que estos deben ser construidos en el astillero y necesitan madera para su fabricación. 
Para la defensa de la ciudad están disponibles edificios; murallas, puertas y torres.
Dependiendo del nivel de una misión, un jugador puede o no ser asignado a una unidad militar disponible. Las unidades militares se dividen en compañías, cada compañía tiene un fuerte, ya sea esta de cuadriga, arqueros o infantería. Se necesita un edificio de reclutamiento para enviar soldados a un fuerte, y en algunas misiones, los soldados también pueden visitar una Academia para aumentar su nivel de destreza antes de que se sea enviando en "servicio activo".
Además de las fuerzas de tierra, la Armada también puede ser establecida en algunas misiones. Los muelles navales están construidos para albergar a un buque naval, cada uno de ellos requieren un astillero para que los barcos sean construidos.
Los establecimientos militares son una de las estructuras menos atractivas en el juego y la construcción de cualquier edificio militar al lado de una parcela residencial hará que la conveniencia de la zona disminuya rápidamente, haciendo que la calidad de las casas circundantes retroceda.
Además de la defensa, el jugador en ocasiones puede recibir peticiones de ayuda militar de otras ciudades para que estas puedan tener refuerzos en una guerra, en el caso de cumplir la petición por parte del jugador, la ciudad de éste puede ser recompensada. Cabe señalar también que agentes de policía también pueden luchar contra los ejércitos enemigos, pero por lo general no sirve de mucho para la defensa de la ciudad.

## Salud
La salud se proporciona en Faraón tanto a los vivos como a los muertos. Cada ciudad tiene un nivel de salud general, determinada por el número de edificios de salud que actúan en la ciudad. Cada edificio de salud envía a cabo su propio tipo de proveedor que otorga y provee de salud a las viviendas de la ciudad. El número de servicios de atención de salud, junto con la cantidad y tipos de alimentos que casa tiene, determina el nivel general de salud para toda una ciudad. Si el nivel de salud es demasiado bajo, una plaga puede golpear la ciudad, causando la muerte de ciudadanos y provocar un fuerte descenso en la población. Los edificios de salud son los siguientes:
| Edificio           | Descripción | Proveedor de servicio |
| ------------------ | --- | --------------------- |
| Pozo de agua       | Proporciona una fuente de agua para los que viven en las cercanías | Ninguno               |
| Suministro de agua | Proporciona un portador de agua que suministra agua fresca a los hogares cercanos. Los suministros de agua normales envían un portador de agua, mientras que los suministros de agua elegante envían dos. | Portador de agua      |
| Médico             | Los médicos mantienen la salud en la ciudad y previenen las enfermedades | Médico                |
| Botica             | Ayuda a la mantención de la salud en la ciudad y evita la malaria | Boticario             |
| Dentista           | Ayuda a la mantención de la salud y también a que el nivel de cultura suba aún más en la ciudad, proporciona a los ciudadanos de clase media la atención odontológica.                                    | Dentista              |
| Mortuorio          | Ayuda a la ciudad manteniendo el nivel salud por la eliminación de los cadáveres. El mortuorio necesita tener un suministro de fibra de lino para poder convertir los cadáveres en momias.                | Embalsamador          |

## Administración pública
Las ciudades en Faraón poseen una variedad de edificios de la administración pública que ayudan a mantener la ciudad funcionando. La mayoría de estos edificios suministran a la ciudad con personajes especialistas que recorren las calles, realizando tareas para mantener la ciudad segura y abastecerla de servicios básicos. Los edificios de servicio civil de Faraón son los siguientes:
- Palacio: El palacio es el centro de administración de la ciudad, desde este edificio todas las actividades de la ciudad son vigiladas. La mayor parte del dinero de la ciudad se encuentra aquí, también en el palacio se fija el importe salarial de cada año a los trabajadores de la ciudad, pero el dinero de este edificio puede ser robado si el nivel de delincuencia se sale de control. Los palacios pueden estar disponibles en tres niveles, dependiendo del nivel de una misión, los tipos de palacios disponibles son el palacio del pueblo, de la ciudad, y de la gran ciudad.

- Bazar: Estos edificios son los encargados de reunir los bienes básicos para los habitantes de la ciudad, tales como alimentos, cerámica, cerveza y, en el caso de ciudadanos de clase alta, joyas y ropa fina. El bazar envía dos tipos de trabajadores, uno que recoge los productos necesarios para el bazar, y otro que sale a la ciudad para venderlos. Los bazares deben estar situados cerca de las casas para poder prestar sus servicios y administrar de bienes a la población, pero no deben estar demasiado cerca de las zonas residenciales, ya que hace perder la calidad de vida de étas. Existen dos tipos de bazares, elegante y normal. El bazar normal envía un recolector y un vendedor, mientras que el elegante envía dos de cada tipo de empleado, los bazares normales se convierten en elegantes cuando se encuentren en una zona conveniente.

- Puestos de servicios: Los puestos de servicio proporcionan especialistas para prevenir tres formas de posibles daños a la ciudad, que son los incendios, los colapsos de edificios y la delincuencia, para esto existen tres tipos de puestos de servicios. 
  - Puesto de bomberos: envía mariscales para evitar incendios en la ciudad.
  - Puesto de arquitecto: Proporciona a la ciudad arquitectos para mantener a los edificios y evitar el colapso de estos.
  - Comisaría de policía: Dispone policías a la ciudad para disuadir a la delincuencia.

- Juzgado: Los juzgados son grandes edificios que proporcionan magistrados que ayudan a prevenir delitos y son necesarios para que el nivel de las residencias de los habitantes evolucionen. Los juzgados también sirven para almacenar una cantidad de dinero y pueden ser robados por ladrones en el caso de que un gran nivel de delincuencia exista en la ciudad.

- Recaudador de impuestos: El edificio de recaudación de impuestos se encarga de enviar recaudadores de impuestos, estos recaudadores pasan por toda la ciudad cobrando a beneficio de la ciudad. Mientras más alto sea el nivel de calidad de una vivienda, más dinero podrá cobrar el recaudador. Faraón comienza cada misión con un porcentaje impositivo de impuestos del 9%, que puede elevarse o reducirse con diversos efectos sobre la población de la ciudad. El edificio de recaudación almacena una buena parte del dinero de la tesorería, y puede ser robado al igual que el Juzgado y el Palacio por delincuentes. El edificio de recaudación necesita del palacio del pueblo antes de ser construido.

- Control de carretera: Si bien no es un edificio real, ayuda a bloquear carreteras, acción esencial para la correcta planificación de la ciudad y buen abastecimiento de los servicios de esta. Los controles de carretera solo permiten pasar a los que realizan una función especial, como el transporte de alimentos a un granero o las caravanas de comerciantes que venden y compran mercancías a la ciudad en los almacenes o muelles. Todos los demás ciudadanos y trabajadores, tales como artistas, médicos, policías y comerciantes de bazar, se les impide pasar por el control de carretera.

Cada vez que un edificio requiere de trabajadores, se entrena un tipo especial de trabajador conocido como un "ciudadano", que caminará por la ciudad en búsqueda de mano de obra para un edificio que la necesite. El ciudadano no cuenta como mano de obra de la ciudad y desaparecerá tan pronto como el edificio que necesita de empleados se haya abastecido de ellos. La gente debe también vivir relativamente cerca de donde existe trabajo, ya que el ciudadano no viaja muy lejos de la construcción que necesita de trabajadores.

## Comercio
El comercio es una parte esencial del juego y para las ciudades es una de las principales fuentes de ingresos. Faraón tiene un sofisticado sistema de comercio, permitiendo que el jugador pueda gestionar el flujo de los productos básicos de entrada y salida de la ciudad. El comercio comienza por establecer una relación comercial con otra ciudad. Para ello, se accede a un mapa del mundo conocido, permitiendo que el jugador pueda seleccionar una ciudad, ver lo que la ciudad vende o compra, y establecer los vínculos para comerciar con la ciudad específica. Mientras más lejos de una ciudad esté la ciudad con que se está jugando, más caro será el derecho a pagar de las rutas comerciales. Algunas ciudades no ofrecen tratados de comercio inmediatamente, pero se puede dar presentes o regalos para ganar puntos de reputación en el Imperio, y con esto nuevas rutas comerciales.
Una vez que una ruta comercial se ha abierto, la ciudad vecina comenzará a enviar comerciantes para hacer negocios. El comercio por tierra es ejecutado por mercaderes en una caravana que cruza la ciudad depositando o extrayendo los bienes a comerciar, el comercio por agua es ligeramente más complejo, ya que implica la construcción de un muelle para la estancia y cargamento o descargamento de los barcos.
La excesiva importación de un producto puede ser rechazada ya que la ciudad vecina virtualmente también tiene necesidades que cumplir, por lo cual esta es la que pone los límites de los bienes que se pueden importar. Del mismo modo sucede con las exportaciones.
El comercio con las ciudades puede verse afectado tanto en forma positiva como negativa, ya que se pueden presentar acontecimientos en el juego, tales como préstamos de ayuda a una ciudad, o que el Dios Ra bendiga o maldiga a la ciudad por razones de fe, en el caso de una bendición, Ra alentará a las ciudades vecinas en aumentar la cantidad de bienes a importar y exportar, de lo contrario Ra provocaría tormentas de arena, inundaciones y hambruna para que el comercio sea interrumpido.
El jugador también puede ordenar a guardar temporal o permanentemente bienes de gran demanda o escasos de la ciudad para que no sean comercializados.

## Parche 1.1
El parche 1.1 añade varias cosas y corrige otras:
Añade:
Modo Editor: Ahora puedes acceder al potente editor de misiones del Faraón a través del menú principal del juego. Se puede consultar el manual del editor de misiones (Mission Editor Guide.txt o Misión Editor Guide.pdf) para obtener instrucciones. La guía del editor de misiones es accesible a través de la selección de Ayuda.
Misiones creadas por otros usuarios: Aparecen nuevas misiones únicas y personalizadas instaladas en la carpeta de mapas. Muchas de las misiones tienen archivos de texto asociados con ellos en los que se describe brevemente la misión.
Todas las misiones del concurso de enero de 2000 están incluidas. El nivel requerido de Vivienda para la consecución de la misión se muestra ahora en el panel de calificaciones.
Windows 2000: El sonido está habilitado en Windows 2000.
Corrige:
Algunas misiones de la campaña han sido ajustadas para permitir a los jugadores a recuperarse de las decisiones que conducen a que el comercio de bienes esenciales deje de estar disponible. Una misión de la campaña debe iniciarse de nuevo para que esto surta efecto, al cargar una partida guardada (incluida la selección Repetir Misión) no se iniciará una misión de la campaña actualizada. Si usted está en medio de una campaña, las misiones que todavía no ha jugado serán actualizadas.
Algunas misiones de la campaña han sido ajustadas para que sean más jugables.
Monumentos: Los capataces de la construcción son más inteligentes al dar información sobre por qué la construcción de un monumento se ha detenido.
Misiones: Ya no se puede perder la partida si todas las calificaciones se han obtenido y un monumento está casi finalizado.
Se soluciona también un bug en el que los albañíles desaparecían mientras trabajaban en la construcción de una pirámide. 
Los problemas causados por el comercio portuario causados por las bendiciones de Ra han sido resueltos.
Las caravanas ya no se quedarán atascadas cerca de los lugares de almacenamiento, si el muelle que deberían utilizar está sin personal.
Situaciones en que la construcción de un monumento podría quedar detenida por problemas con la piedra / comportamiento de los albañiles han sido corregidos.
Los almacenes y graneros envían a caminantes en busca de trabajadores, al igual que las demás industrias. Se pusieron además, dos carritos por cada edificio, uno para recoger las materias primas de las granjas y demás centros de producción y otro para trasladarlos a otros almacenes o industrias.
Un problema con mucho tiempo de carga de Faraón iniciar veces relacionados con la configuración de red se ha fijado.
El Gremio de Carpinteros solo consume 100 unidades de madera cuando crea un carpintero.
Corregido un bug que provocaba que el juego se quedase congelado al tratar de embarcar o desembarcar tropas.
Girado el Complejo de Templos ya no puede causar accidentes si se ha seleccionado una plantilla.

## Requerimientos y datos
Faraón es compatible con Windows 95 y versiones posteriores, Windows XP para Windows Vista es compatible solo en algunas versiones. 
Hubo una versión prevista para Macintosh (el manual ofrece alternativas para Mac con un solo botón de ratón), pero nunca fue publicado.
En GNU/Linux este juego se puede instalar con WINE.

### Requisitos
Win95, Pentium 133 (200 recomendado), 32MB de RAM (64 MB recomendado), 4X CD-ROM, 360MB de espacio libre HDD (600 MB recomendado) 100MB incluida espacio libre en disco duro, 1 MB tarjeta de vídeo VGA (SVGA 2 MB recomendado).